# Asociación de Futbolistas Españoles
 (juin 2021).
Si vous disposez d'ouvrages ou d'articles de référence ou si vous connaissez des sites web de qualité traitant du thème abordé ici, merci de compléter l'article en donnant les références utiles à sa vérifiabilité et en les liant à la section « Notes et références ».
L'Asociación de Futbolistas Españoles (AFE) est un syndicat au service des footballeurs jouant dans des clubs espagnols. L'association défend et garantit les droits des joueurs en matière économique, professionnelle et sociale. L'AFE collabore aussi à la formation et à l'insertion professionnelle une fois que le joueur a terminé sa carrière sportive.
Depuis novembre 2017, l'AFE est présidée par l'ancien joueur David Aganzo.